# Cournonsec
Cournonsec (okzitanisch: Cornonsec) ist eine französische Gemeinde  mit 3583 Einwohnern (Stand 1. Januar 2022) im Département Hérault in der Region Okzitanien. Sie gehört administrativ zum Arrondissement Montpellier und ist Teil des Kantons Pignan.

## Geographie
Cournonsec ist die westlichste Gemeinde des Gemeindeverbandes Montpellier Méditerranée Métropole. Die Gemeinde grenzt im Norden an Cournonterral, im Osten an Fabrègues, im Süden an Gigean und im Westen an Montbazin.

## Bevölkerungsentwicklung
| Jahr      | 1968 | 1975 | 1982 | 1990 | 1999 | 2006 | 2017 |
| Einwohner | 555  | 603  | 856  | 1122 | 1964 | 2101 | 3397 |

## Sehenswürdigkeiten

Kirche Saint-Christophe

- Kirche Saint-Christophe
- Protestantische Kirche